# Theophil von Reichlin-Meldegg

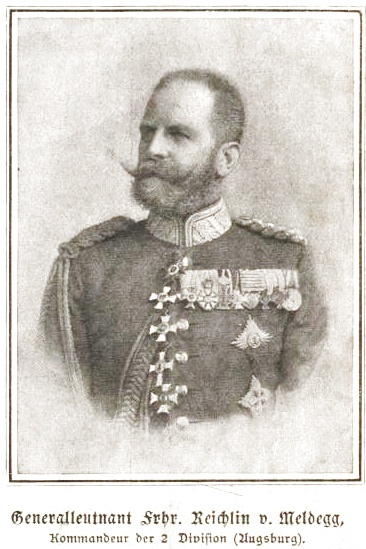
Theophil von Reichlin-Meldegg

Theophil Freiherr von Reichlin-Meldegg, auch Theophil Reichlin von Meldegg (* 16. April 1846 in Regensburg; † 7. Mai 1910 in Augsburg) war ein bayerischer General der Infanterie.

## Leben

### Familie
Er war der Sohn des aus Augsburg stammenden Zivilbauinspektors Friedrich von Reichlin-Meldegg (1805–1850) und dessen Gattin Amalia von Schallhammer. Der Vater amtierte zeitweise als bayerischer Landtagsabgeordneter katholisch-konservativer Ausrichtung. Seit 1875 war Reichlin mit Anna d’Almeida (1853–1942) verheiratet.

### Militärkarriere
Zunächst wurde Reichlin in der königlichen Pagerie zu München erzogen, einem Eliteinstitut zur Ausbildung von adeligen Hofbeamten und Offizieren, dann besuchte er das Humanistische Gymnasium.
1864 trat Reichlin als Leutnant in die Bayerische Armee ein und nahm 1866 am Krieg gegen Preußen teil. Dabei wurde er am 10. Juli 1866 im Gefecht bei Nördlingen verwundet. Ebenso machte er 1870 den Feldzug gegen Frankreich mit, wo er bei Sedan am 1. September 1870 eine weitere Verwundung erlitt. 1878 avancierte er zum Hauptmann, 1880 zum Adjutanten beim I. Armee-Korps. 1886 beförderte man Reichlin zum Major im Generalstab und er wurde für zwei Jahre zum preußischen Großen Generalstab abgeordnet. Ab 1889 arbeitete er als Referent im Kriegsministerium und wurde dort 1892 Abteilungschef und Oberst. 1895 übernahm Reichlin kurzzeitig als Kommandeur das Infanterie-Leib-Regiment.
Von Ende 1895 bis 1901 bekleidete Reichlin das Amt des Bayerischen Militärbevollmächtigten in Berlin, sowie beim Bundesrat. Hier avancierte er 1896 zum Generalmajor und 1900 zum Generalleutnant. 1902 ernannte man ihn zum Kommandeur der 2. Division, 1905 zum General der Infanterie und Kommandierenden General des II. Armee-Korps.
Reichlin war Inhaber mehrerer hoher Orden und Ehrenzeichen, darunter das Ritterkreuz des Verdienstordens der Bayerischen Krone, der Militärverdienstordens II. Klasse und das Eiserne Kreuz von 1870.
Der General ging 1908 in Pension.